# Iguanodectinae
Iguanodectinae es una subfamilia de pequeños peces de agua dulce de la familia Characidae. 

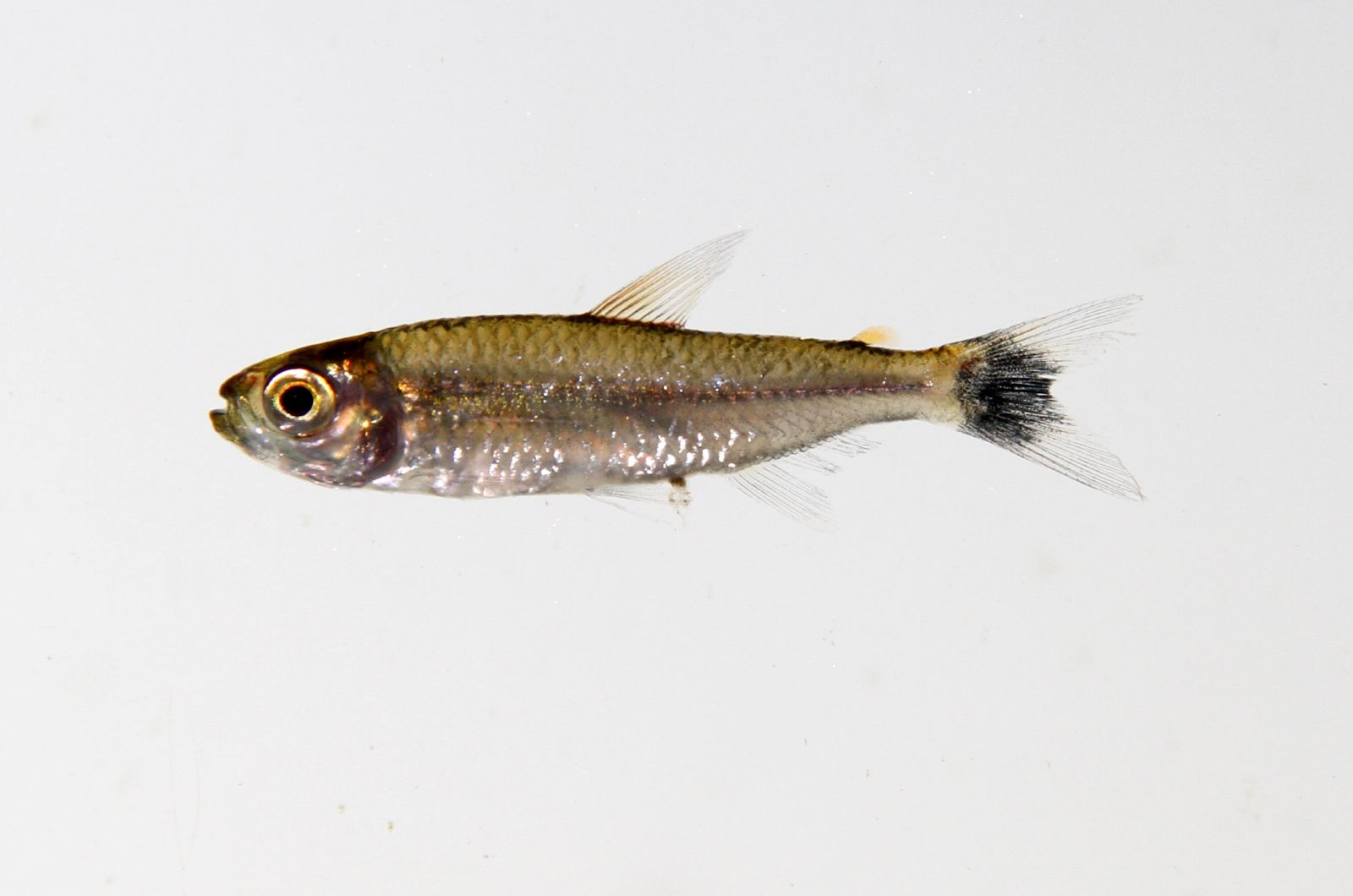
Iguanodectes sp.

Se encuentra subdividida en 2 géneros. Algunas de sus especies son denominadas comúnmente con el nombre de sardinitas. Habitan en lagunas, arroyos, y ríos en regiones cálidas de América del Sur. La especie de mayor tamaño (Piabucus dentatus) sólo alcanza los 13 cm de longitud total.   

## Taxonomía
Esta subfamilia fue descrita originalmente en el año 1909 por el ictiólogo estadounidense Carl H. Eigenmann.
Géneros
Esta subfamilia se subdivide en 2 géneros con 11 especies:
- Iguanodectes
- Piabucus

En el año 2010 se ha propuesto que esta subfamilia sea elevada al nivel de familia dentro del orden Characiformes: Iguanodectidae Eigenmann, 1909, la cual contaría con estos dos géneros, más el género Bryconops, integrado por 19 especies.